# Astroloba foliolosa
Astroloba foliolosa är en grästrädsväxtart som först beskrevs av Adrian Hardy Haworth, och fick sitt nu gällande namn av Antonius Josephus Adrianus Uitewaal. Astroloba foliolosa ingår i släktet Astroloba och familjen grästrädsväxter. Inga underarter finns listade i Catalogue of Life.